# 翁古爾灣
69°2′S 39°38′E / 69.033°S 39.633°E
翁古爾灣，是南極洲的海灣，位於毛德皇后地的哈拉爾王子海岸，處於呂佐夫-霍爾姆灣東岸和弗拉特韋爾群島之間，寬3.2公里，根據挪威探險隊拍攝的空中照片繪入地圖，現時由南極條約體系管理。

## 外部連結
- 本条目引用的公有领域材料来自美国地质调查局的文档 《翁古爾灣》 （資料來自地名信息系统）。